# Delfí Geli
Delfí Geli Roura est un footballeur international espagnol né le 22 avril 1969 à Salt. En juin 2015, il devient président du Girona FC.

## Carrière
- 1987-1989 : Girona FC  Espagne
- 1989-1991 : FC Barcelone  Espagne
- 1991-1994 : Albacete Balompié  Espagne
- 1994-1999 : Atlético de Madrid  Espagne
- 1999-2000 : Albacete Balompié  Espagne
- 2000-2003 : Deportivo Alavés  Espagne
- 2003-2005 : Girona FC  Espagne

## Palmarès
- 4 sélections et 0 but avec  Espagne

## Distinction personnelle
- Prix Don Balón du joueur révélation de la Liga en 1992.